# Винаймання
Винайма́ння — передача права володіння оригіналом чи примірником твору або фонограми на певний термін з метою одержання прямої чи опосередкованої комерційної вигоди.